# تاپسفیلد
تاپسفیلد (به انگلیسی: Toppesfield) یک روستا و محله مدنی در بریتانیا است که در برینتری واقع شده‌است. تاپسفیلد ۵۰۷ نفر جمعیت دارد.